# Danmarks ambassade i Nairobi
Danmarks ambassade i Nairobi er Danmarks officielle repræsentation i Kenya. Ambassaden blev etableret i 1970 og har siden spillet en central rolle i at styrke de diplomatiske og økonomiske forbindelser mellem Danmark og Kenya.
Ambassadens hovedopgaver omfatter at fremme politisk dialog, støtte danske virksomheder på det kenyanske marked og yde konsulær bistand til danske borgere i Kenya. Derudover arbejder ambassaden for at styrke samarbejdet inden for områder som handel, sundhed og uddannelse samt at understøtte bæredygtig udvikling og økonomisk vækst i Kenya.
Ambassaden i Nairobi er også ansvarlig for Danmarks relationer til Seychellerne, Mauritius og Malawi. Dette regionale fokus sikrer en koordineret indsats og effektivitet i de bilaterale relationer mellem Danmark og disse østafrikanske lande.
Ambassaden i Nairobi er beliggende på 13 Runda Drive, Runda, Nairobi, Kenya. Den ledes af ambassadør Stephan Schønemann og beskæftiger over 70 medarbejdere, hvilket gør den til den største danske ambassade i Afrika.

## Historie
Danmark og Kenya har opretholdt tætte bilaterale relationer siden Kenyas uafhængighed i 1963. Danmark har spillet en afgørende rolle i at støtte vigtige resultater inden for både fattigdomsreduktion og demokratisk udvikling i Kenya.